# O náufrago (livro)
O náufrago é um romance do escritor austríaco Thomas Bernhard, publicado originalmente em 1983. Considerado um dos principais trabalhos do autor, a obra tem sido objeto de vários estudos.
No Brasil, foi publicada originalmente pela editora Companhia das Letras, com tradução de Sergio Tellaroli.

## Trama
O romance não se passa no momento em que os eventos são narrados, mas no momento em que seu narrador os relembra. Há três personagens principais: o narrador (que é o único sobrevivente), Glenn Gould, que morreu de morte natural aos 51 anos, e Wertheimer, que cometeu suicídio algum tempo depois.
O romance consiste quase inteiramente de lembranças e ruminações relacionadas aos relacionamentos entre os três. Wertheimer e o narrador eram alunos de uma aula de piano ministrada por Vladimir Horowitz no Mozarteum em Salzburgo em 1953, onde conheceram Gould, então um jovem prodígio canadense do piano.

## Estilo
O romance é escrito na forma de um monólogo interior contínuo em primeira pessoa, sem recuos de parágrafos e com um grande número de frases longas, repetições obsessivas, usos excessivos de itálico e saltos sem transição de um tempo verbal para outro. Para alguns autores, a obra é uma espécie de "summa do seu estilo e de suas preocupações".